# Михайло І Басараб
Михайло І Басараб — господар Волощини впродовж 31 січня 1418-серпня 1420 років з династії Басарабів.
Був сином Мірчі І Старого, після смерті якого посів трон. Через османську загрозу вийшов з безперспективного союзу з королівством Польщі і уклав союз з Угорським королівством, імовірно, віддавши Северін. З угорською допомогою 1419 вдалось відбити атаки османів, але 1420 до Волощини увійшло велике османське військо, в боях з яким Михайло І загинув.